# Войны стилей
«Войны стилей» (англ. Style Wars) — документальный фильм 1983 года о хип-хоп-культуре, производства Тони Сильвера и Генри Чанфанта. Основной темой является граффити, однако также задевается брейк-данс и рэп. Впервые фильм транслировался по каналу PBS в 1983 году. Фильм завоевал множество наград на различных кинофестивалях. В 1984-м фильм получил главный приз, как документальный фильм на фестивале «Sundance», в 2003 — на фестивале «Tribeca» в Нью-Йорке.
В фильме запечатлены две точки зрения: молодых художников и тогдашнего мэра Нью-Йорка Эдварда Коча.

## Райтеры, принявшие участие
Demon, Se3, Spank, Dez, Skeme, Ces 157, Min 1 (NE), Iz the Wiz, Quik, Sach, Dondi, Seen, Kase 2, Dust, Zephyr, Revolt, BTS crew, Wasp 1, Noc, Kase, D-5, Trap, Butch, Zone, Kid 167, Cap, Shy 147, Mare, Daze, Crash, Paze, Cey, Futura 2000, Fred, Duro.

## Музыка
- The Sugarhill Gang «8th Wonder»
- Grandmaster Flash «The Message»
- Rammellzee «Beat Bop»
- Trouble Funk «Pump Me Up»
- Fearless Four «Rockin' It»